# Dioclophara mixta
Dioclophara mixta är en insektsart som beskrevs av Carl Stål. Dioclophara mixta ingår i släktet Dioclophara och familjen hornstritar. Inga underarter finns listade i Catalogue of Life.